# Isabel Naegele
Isabel Naegele (geboren 1962 in Plainfield, New Jersey, USA) ist eine deutsche Gestalterin, Typografin und Hochschullehrerin. Seit 1999 unterrichtet sie Gestaltungsgrundlagen und Typografie an der Hochschule Mainz.

## Leben und Wirken
Aufgewachsen in Westdeutschland, studierte Naegele nach dem Abitur zunächst Humanmedizin in Frankfurt am Main. Das Studium schloss sie mit einer Promotion an der Johann Wolfgang Goethe-Universität ab. Nach einer Tätigkeit als Ärztin für Innere Medizin am Evangelischen Krankenhaus Elisabethstift in Darmstadt entschied sie sich für ein Studium der Visuellen Kommunikation an der Hochschule für Gestaltung Offenbach, das sie als Diplom-Designerin Mitte der 1990er Jahre abschloss.
Seit 1989 gestaltet sie als selbstständige Gestalterin im kulturen Sektor, u. a. für Ruedi Baur in Paris und Studio Dumbar in Den Haag. Seit dem Jahr 2000 Zusammenarbeit mit dem Ausstellungskonzept Dialog im Dunkeln in Hamburg und Frankfurt am Main.
Seit 1999 ist Isabel Naegele Professorin für Gestaltungsgrundlagen und Typografie in der Fachrichtung Kommunikationsdesign im Fachbereich Gestaltung an der Hochschule Mainz. 2004 gründete sie mit Kolleginnen und Kollegen das Institut Designlabor Gutenberg (IDG), seit 2017 ist sie Institutsleiterin.
Isabel Naegele initiierte zahlreiche international preisgekrönte Forschungs- und Publikationsprojekte zum Thema Typografie, oft gemeinsam mit ihrer Kollegin für Designwissenschaften Petra Eisele.

## Publikationen (Auswahl)
- Petra Eisele, Isabel Naegele: UN/SEEN – SEEN: Für die Sichtbarkeit von Grafikerinnen und Typografinnen 1865–1919 und heute / UN/SEEN – SEEN: For the Visibility of Female Graphic Designers and Typographers 1865–1919 and today. In: Klingspor Museum Offenbach, Naomi Rado (Hrsg.): Same bold stories? Schriftgestaltung von Frauen und Queers im 20. und 21. Jahrhundert / Type design by women and queers in the 20th and 21st Centuries. Offenbach 2024, S. 42–67, ISBN 978-3-9826270-1-4.
- Klara Kletzka, Isabel Naegele (Hrsg.): A Touch of Type. Dialogmuseum Frankfurt am Main, 2023.
- Petra Eisele, Isabel Naegele, Michael Lailach (Hrsg.): Moholy-Nagy und die Neue Typografie A–Z. Institut Designlabor Gutenberg, Hochschule Mainz und Kunstbibliothek – Staatliche Museen zu Berlin, Verlag Kettler, Dortmund 2019, ISBN 978-3-86206-753-4.
- Petra Eisele, Isabel Naegele, Michael Lailach (Hrsg.): Moholy-Nagy and the New Typography A–Z. Institute Designlabor Gutenberg, Mainz University of Applied Sciences and Kunstbibliothek – Staatliche Museen zu Berlin, Verlag Kettler, Dortmund 1919, ISBN 978-3-86206-754-1.
- Petra Eisele, Annette Ludwig, Isabel Naegele (Hrsg.): Futura. Die Schrift. Verlag Hermann Schmidt, Mainz 2016, ISBN 978-3-87439-893-0.
- Petra Eisele, Annette Ludwig, Isabel Naegele (Hrsg.): Futura. The Typeface. Laurence King Publishing, London 2017, ISBN 978-1-78627-093-1.
- Petra Eisele, Isabel Naegele, Annette Ludwig [Hrsg.]: Neue Schriften. New Typefaces – Positionen und Perspektiven. Niggli, Sulgen, Zürich 2013, ISBN 978-3-7212-0892-4.
- Petra Eisele, Isabel Naegele (Hrsg.): Texte zur Typografie. Positionen zur Schrift. Niggli, Sulgen, Zürich 2012, ISBN 978-3-7212-0821-4.
- Ruedi Baur, Isabel Naegele (Hrsg.): Scents of the City / Odeurs de Ville / Aroma der Stadt. Lars Müller Publishers, Baden/Schweiz 2004, ISBN 3-03778-012-6.

## Preise und Auszeichnungen
Isabel Naegele hat in den letzten Jahrzehnten zahlreiche Designpreise im In- und Ausland gewonnen, darunter den Joseph Binder Award, German Design Award, Annual Media Award, Designpreis Rheinland-Pfalz, DDC, TDC New York, TDC Tokyo, Red Dot Award, IF Award, European Design Award.